# Espen Stokkeland
Espen Stokkeland (Kristiansand, 4 de julho de 1968) é um velejador norueguês, medalhista olímpico. Ele competiu nos Jogos Olímpicos de Verão de 2000 na classe Soling e conquistou a medalha de bronze, ao lado de Herman Horn Johannessen e Paul Davis. Stokkeland mora em Fornebu, uma península no município de Bærum entre Oslo e Asker.